# Plantago salsa
Plantago salsa là một loài thực vật có hoa trong họ Mã đề. Loài này được Pall. miêu tả khoa học đầu tiên.